# Тверда валюта
У макроекономіці тверда валюта, валюта-прихисток або сильна валюта — це будь-яка валюта, що торгується в усьому світі та служить надійним та стабільним засобом збереження вартості . Фактори, що сприяють твердому статусу валюти, можуть включати стабільність та надійність правових та бюрократичних інституцій відповідної держави, рівень корупції, довгострокову стабільність її купівельної спроможності, політичний та фіскальний стан і перспективи пов'язаної країни, а також політичну позицію центрального банку- емітента.
Валюта-прихисток визначається як валюта, яка поводиться як хедж для еталонного портфеля ризикових активів, що залежить від змін у глобальній несприйнятливості до ризику. І навпаки, слабка або м'яка валюта - це валюта, курс якої, як очікується, буде нестабільно коливатися або знецінюватися по відношенню до інших валют. М'якість, як правило, є результатом слабких правових інститутів та/або політичної чи фіскальної нестабільності. Сміттєва валюта користується ще меншою довірою, ніж м'яка, і має дуже низьку валютну вартість. М'які та сміттєві валюти часто страждають від різкого падіння вартості.

## Історія
Паперові валюти деяких розвинених країн у різний час заслужили визнання як тверді валюти, зокрема долар США, євро, британський фунт стерлінгів, японська єна, швейцарський франк і меншою мірою канадський долар, австралійський долар, новозеландський долар, шведська крона, сінгапурський долар та гонконгський долар .    Зі зміною часів валюта, яка колись вважалася слабкою, може стати сильнішою, або навпаки;  японська єна є недавнім прикладом.
Одним із показників твердих валют є те, наскільки вони переважають у валютних резервах країн:

## Безлад
Долар США (USD) протягом більшої частини своєї історії вважався сильною валютою. Незважаючи на шок Ніксона 1971 року та зростаючий фіскальний та торговельний дефіцит Сполучених Штатів, більшість світових валютних систем були прив'язані до долара США через Бреттон-Вудську систему та доларизацію . Відповідно, країни були змушені купувати долари для своїх валютних резервів, встановлювати ціни на свої товари в доларах для зовнішньої торгівлі або навіть використовувати долари всередині країни, тим самим підтримуючи вартість валюти.
Євро (EUR) також вважалося твердою валютою протягом більшої частини своєї короткої історії. Однак європейська криза суверенного боргу частково підірвала цю довіру.
Швейцарський франк (CHF) довгий час вважався твердою валютою і фактично був останньою паперовою валютою у світі, конвертованість якої в золото була скасована 1 травня 2000 року після референдуму .   Влітку 2011 року європейська криза суверенного боргу призвела до швидкого відтоку коштів з євро до швейцарського франка з боку тих, хто шукав твердої валюти, що спричинило його швидке зростання. 6 вересня 2011 року Швейцарський національний банк оголосив, що купуватиме «необмежену» кількість євро, щоб зафіксувати обмінний курс на рівні 1,00. євро = 1,20 CHF для захисту своєї торгівлі. Ця дія тимчасово усунула перевагу швейцарського франка над євро у твердій валюті, але від неї відмовилися у січні 2015 року.
Хоча японська ієна вважалася твердою валютою, її різке падіння вартості з 2022 року призвело до втрати довіри у світі. Японський економіст Ідзуру Като попереджає, що ієна фактично перетворилася на сміттєву валюту. Вплив нещодавнього падіння ієни також призвів до того, що навіть японські компанії вирішили припинити торгівлю японською ієною.

## Попит
Інвестори, як і звичайні люди, зазвичай віддають перевагу твердій валюті перед м'якою у періоди підвищеної інфляції (або, точніше, у періоди підвищеної інфляційної різниці між країнами), у періоди підвищеного політичного або військового ризику, або коли вони відчувають, що один або декілька встановлених урядом обмінних курсів є нереалістичними. Можуть існувати регуляторні причини для того, щоб надавати перевагу інвестиціям за межами своєї країни, наприклад, місцева валюта може підлягати контролю за рухом капіталу, що ускладнює її витрачання за межами приймаючої країни.
Наприклад, під час холодної війни рубль у Радянському Союзі не був твердою валютою, оскільки його не можна було легко витратити за межами Радянського Союзу, а обмінні курси були зафіксовані на штучно завищеному рівні для осіб, які мали тверду валюту, наприклад, західних туристів. (Радянський уряд також наклав суворі обмеження на кількість рублів, яку радянські громадяни могли обміняти на тверду валюту). Після розпаду Радянського Союзу в грудні 1991 року рубль швидко знецінився, тоді як купівельна спроможність долара США була більш стабільною, що зробило його більш твердою валютою, ніж рубль. У червні 1992 року турист міг отримати 200 рублів за долар США, а в листопаді 1992 року - 500 рублів за долар.
У деяких економіках, які можуть бути як плановими, так і ринковими, що використовують м’яку валюту, існують спеціальні магазини, що приймають лише тверду валюту. Прикладами можуть бути магазини Torgsin та Beryozka у колишньому Радянському Союзі, магазини Tuzex у колишній Чехословаччині, Intershops у колишній Східній Німеччині, Pewex та Baltona у Польщі, Comturist у Румунії, Corecom у Болгарії, магазини Dollar на Кубі або магазини Friendship у Китаї на початку 1990-х років. Ці магазини пропонують ширший асортимент товарів – багато з яких є дефіцитними або імпортованими – ніж у стандартних магазинах.

## Змішані валюти
Оскільки тверді валюти можуть бути об'єктом законодавчих обмежень, бажання здійснювати операції у твердій валюті може призвести до виникнення чорного ринку. У деяких випадках центральний банк може спробувати підвищити довіру до місцевої валюти, прив'язавши її до твердої валюти, як у випадку з гонконгським доларом або конвертованою маркою Боснії і Герцеговини. Це може призвести до проблем, якщо економічні умови змусять уряд відмовитися від прив'язки валюти (і різко підвищити або знизити її курс), як це сталося під час Великої депресії в Аргентині 1998-2002 років.
У деяких випадках країна може взагалі відмовитися від місцевої валюти і прийняти валюту іншої країни як законний платіжний засіб. Прикладами цього є запровадження долара США в Панамі, Еквадорі, Сальвадорі та Зімбабве, а також запровадження німецької марки, а згодом і євро в Сербії та Чорногорії.